# Leptoteleia bengalensis
Leptoteleia bengalensis är en stekelart som beskrevs av Saraswat 1982. Leptoteleia bengalensis ingår i släktet Leptoteleia och familjen Scelionidae. Inga underarter finns listade i Catalogue of Life.